# Андерс Ліе
Андерс Ліе (дан. Anders Lie, 11 квітня 1991) — данський плавець.
Учасник Олімпійських Ігор 2012, 2016 років.